# Николаевское (Глинковский район)
Никола́евское   — деревня  в  Смоленской области России,  в Глинковском районе. Население – 1 житель (2007 год)  .  Расположена в центральной части области  в 15 км к северо-востоку от села Глинка,  в 5 км западнее  автодороги Р137 Сафоново — Рославль, на левом берегу реки Ужа.  В 12 км южнее деревни железнодорожная станция Дёмщино на линии Смоленск  - Сухиничи. Входит в состав Глинковского сельского поселения.  

## История
В годы Великой Отечественной войны деревня была оккупирована гитлеровскими войсками в июле 1941 года, освобождена в ходе Ельнинско-Дорогобужской операции в 1943 году. 
1. ↑  Официальный портал органов власти администрации Смоленской области Архивировано 2 мая 2008 года.  (рус.)  (Дата обращения: 17 сентября 2008)